# Sergio Vergara Sáez
Sergio Andrés Vergara Sáez (n. Curanipe, Región del Maule, Chile, 25 de abril de 1994) es un futbolista chileno-Mexicano que se desempeña como extremo y actualmente milita en Unión San Felipe de la Primera B de Chile.

## Trayectoria
Surgido de las inferiores de Universidad de Chile, debuta en el profesionalismo el día 24 de mayo de 2014, en la derrota 1-3 contra Magallanes por la Copa Chile, sustituyendo al jugador Rubén Farfán en el minuto 66 del encuentro.
Al no tener continuidad en el cuadro azul, en el año 2014 fue enviado a préstamo a Deportes Valdivia por un año, donde ha tenido regularidad y destacadas actuaciones. En su permanencia en el equipo del torreón jugó 32 partidos y convirtió 11 goles.
Tras destacar con su campaña en Deportes Valdivia, el club mexicano Celaya F.C. se hizo de sus servicios, previa compra de su pase a Universidad de Chile, convirtiéndose en uno de los goleadores del cuadro del ascenso mexicano.
El 13 de diciembre de 2016 se concretó su pase al Pachuca.

## Clubes

### Estadísticas
| Club                         | Temporada     | Liga  | Liga  | Copas nacionales | Copas nacionales | Torneos internacionales | Torneos internacionales | Total | Total |
| Club                         | Temporada     | Part. | Goles | Part.            | Goles            | Part.                   | Goles                   | Part. | Goles |
| ---------------------------- | ------------- | ----- | ----- | ---------------- | ---------------- | ----------------------- | ----------------------- | ----- | ----- |
| Universidad de Chile · Chile | 2014          | —     | —     | 1                | 0                | —                       | —                       | 1     | 0     |
| Universidad de Chile · Chile | Total         | 0     | 0     | 1                | 0                | 0                       | 0                       | 1     | 0     |
| Deportes Valdivia · Chile    | 2014          | 32    | 11    | —                | —                | —                       | —                       | 32    | 11    |
| Deportes Valdivia · Chile    | Total         | 32    | 11    | 0                | 0                | 0                       | 0                       | 32    | 11    |
| Celaya · México              | 2015          | 31    | 6     | 7                | 0                | —                       | —                       | 38    | 6     |
| Celaya · México              | 2016          | 21    | 11    | 3                | 0                | —                       | —                       | 24    | 11    |
| Pachuca · México             | 2017          | 4     | 0     | —                | —                | —                       | —                       | 4     | 0     |
| Pachuca · México             | Total         | 4     | 0     | 0                | 0                | 0                       | 0                       | 4     | 0     |
| Mineros · México             | 2017-18       | 30    | 0     | 2                | 0                | —                       | —                       | 32    | 0     |
| Mineros · México             | 2018          | 14    | 1     | 2                | 0                | —                       | —                       | 16    | 1     |
| Mineros · México             | Total         | 44    | 1     | 4                | 0                | 0                       | 0                       | 48    | 1     |
| Everton · Chile              | 2019          | 10    | 0     | 6                | 0                | —                       | —                       | 16    | 0     |
| Everton · Chile              | Total         | 10    | 0     | 6                | 0                | 0                       | 0                       | 16    | 0     |
| Celaya · México              | 2020          | 7     | 1     | 2                | 0                | —                       | —                       | 7     | 1     |
| Celaya · México              | 2020-21       | 34    | 12    | —                | —                | —                       | —                       | 34    | 12    |
| Celaya · México              | Total         | 93    | 30    | 12               | 0                | 0                       | 0                       | 105   | 30    |
| Morelia · México             | 2021-22       | 39    | 2     | 2                | 0                | —                       | —                       | 41    | 2     |
| Morelia · México             | 2022-23       | 19    | 4     | —                | —                | —                       | —                       | 19    | 4     |
| Morelia · México             | Total         | 58    | 6     | 2                | 0                | 0                       | 0                       | 60    | 6     |
| Curicó Unido · Chile         | 2023          | 1     | 0     | 0                | 0                | 0                       | 0                       | 1     | 0     |
| Curicó Unido · Chile         | Total club    | 1     | 0     | 0                | 0                | 0                       | 0                       | 1     | 0     |
| Cobreloa · Chile             | 2023          | 8     | 1     | 2                | 0                | -                       | -                       | 0     | 0     |
| Cobreloa · Chile             | Total club    | 8     | 1     | 2                | 0                | 0                       | 0                       | 10    | 1     |
| Total carrera                | Total carrera | 250   | 49    | 27               | 0                | 0                       | 0                       | 277   | 49    |

1. ↑  Incluye datos de .
2. ↑  Incluye datos de .
3. ↑  No incluye datos de partidos amistosos.

## Palmarés

### Campeonatos nacionales
| Título               | Club             | País   | Año    |
| -------------------- | ---------------- | ------ | ------ |
| Liga de Expansión MX | Atlético Morelia | México | 2022-C |
| Primera B            | Cobreloa         | Chile  | 2023   |

### Copas internacionales
| Título                           | Club       | País   | Año     |
| -------------------------------- | ---------- | ------ | ------- |
| Liga de Campeones de la Concacaf | CF Pachuca | México | 2016-17 |